# Thierry Bourcy
Pour les articles homonymes, voir Bourcy.
Œuvres principales
- Série Les Aventures de Célestin Louise, flic et soldat

Thierry Bourcy, né le 22 juin 1955 à Vannes, dans le Morbihan, est un écrivain, scénariste et dramaturge français. Il a publié plusieurs romans policiers historiques ayant pour héros Célestin Louise, flic et soldat de la Première Guerre mondiale.

## Biographie
Après un DESS de psychopathologie, il travaille à l’hôpital psychiatrique de Vannes, jusqu’à sa rencontre avec le scénariste Bernard Revon (Baisers volés, Domicile conjugal). Il commence alors une carrière d’assistant, tourne un premier court-métrage La Rose de Paracelse (1986), et réalise en vidéo des portraits de plasticiens. 
Il fait ses débuts de scénariste pour Mag Bodard, (Hôtel de police, 1985), enchaîne ensuite les scripts pour la télévision, tout en réalisant des courts-métrages et des films documentaires. 
En tant que scénariste, il travaille pour des personnalités aussi diverses que Georges Lautner (L’Homme de mes rêves), Laurent Heynemann (Cognacq-Jay), Jean-Claude Brialy (Vacances bourgeoises), Judith Cahen (Deux filles), Jean-Louis Lorenzi (Le Choix de Thomas, La Tranchée des espoirs), Philippe Laïk (Deux frères), Jacques Tréfouël (Saint François d'Assise, documentaire), Jorge Amat (L'Œil du consul, documentaire). Il dirige régulièrement des ateliers d’écriture de scénario. 
Il est également auteur de pièces de théâtre et de chansons. Il a coproduit le long-métrage de Claude Berne Hôtel du Paradis (2011).
En 2005, il se lance dans l'écriture de roman policier historique en racontant les aventures de Célestin Louise, un inspecteur de la police militaire pendant la Première Guerre mondiale. Le cycle compte 7 titres.
En 2016, il récidive avec une nouvelle série de romans policiers historiques, écrite en collaboration avec François-Henri Soulié, et ayant cette fois pour héros le capitaine Joseph Kassov dans l'Europe du début du XVIIe siècle.

## Œuvre

### Romans

#### Série policière historiqueLes Aventures de Célestin Louise, flic et soldat
- La Cote 512, Paris, Nouveau Monde éditions, 2005  (ISBN 978-2-84736-110-0) ; réédition, Paris, Gallimard, coll. « Folio policier » no 497, 2008  (ISBN 978-2-07-034443-7)
- L'Arme secrète de Louis Renault, Paris, Nouveau Monde éditions, 2006  (ISBN 978-2-84736-154-4) ; réédition, Paris, Gallimard, coll. « Folio policier » no 528, 2008  (ISBN 978-2-07-034442-0)
- Le Château d'Amberville, Paris, Nouveau Monde éditions, 2007  (ISBN 978-2-84736-221-3) ; réédition, Paris, Gallimard, coll. « Folio policier » no 540, 2009  (ISBN 978-2-07-034798-8)
- Les Traîtres, Paris, Nouveau Monde éditions, 2009  (ISBN 978-2-84736-301-2) ; réédition, Paris, Gallimard, coll. « Folio policier » no 571, 2010  (ISBN 978-2-07-036051-2)
- Le Gendarme scalpé, Paris, Nouveau Monde éditions, 2009  (ISBN 978-2-84736-433-0) ; réédition, Paris, Gallimard, coll. « Folio policier » no 606, 2010  (ISBN 978-2-07-043669-9)
- Le Crime de l'Albatros, Paris, Nouveau Monde éditions, 2012  (ISBN 978-2-84736-661-7) ; réédition, Paris, Gallimard, coll. « Folio policier » no 738, 2014  (ISBN 978-2-07-044986-6)
- Les Ombres du Rochambeau, Paris, Nouveau Monde éditions, 2014  (ISBN 978-2-36583-920-4) ; réédition, Paris, Gallimard, coll. « Folio policier » no 768, 2015  (ISBN 978-2-07-046170-7)
- Célestin Louise, flic et soldat de la guerre de 14-18, Paris, Gallimard, coll. « Folio policier » no 719  (ISBN 978-2-07-045448-8) ; réédition, Paris, Gallimard, coll. « Folio policier » no 799, 2016  (ISBN 978-2-07-078264-2) - Volume omnibus regroupant les cinq premiers titres de la série

#### Série policière historiqueCapitaine Joseph Kassov
- Le Songe de l'astronome, Paris, éditions 10/18, coll. « Grands détectives » no 5147, 2016  (ISBN 978-2-264-06785-2)
- La Conspiration du globe, Paris, éditions 10/18, coll. « Grands détectives » no 5190, 2017  (ISBN 978-2-264-07065-4)
- Ils ont tué Ravaillac, Paris, éditions 10/18, coll. « Grands détectives » no 5307, 2018  (ISBN 978-2-264-07177-4)

#### Autres romans
- Il était tout froid dans l'est, Paris, Éditions Baleine, coll. « Le Poulpe » no 289, 2015  (ISBN 978-2-84219-535-9)
- La Mort de Clara, Paris, éditions du Masque, coll. « Masque poche » no 62, 2015  (ISBN 978-2-7024-4235-7) - Masque de l'année 2015

### Théâtre
- Le Crime anglais, Éditions Les Mandarines, 2013  (ISBN 978-2-916995-45-8)

### Autres publications
- 150 Cv de scénaristes, Éditions Dixit, 1998 (en collaboration avec Isabelle Fauvel)  (ISBN 2-906587-92-3)
- Charles Nungesser : l'ange de fer, histoires de pilote, tome 5, Idées plus, coll. « Plein vol », 2012  (ISBN 978-2-916795-50-8) - Biographie du pilote Charles Nungesser destinée aux enfants
- Petit éloge du petit déjeuner,éditions Gallimard, coll. Folio, 2015  (ISBN 978-2-07-046490-6)

## Filmographie

### Au cinéma
- 1986 : La Rose de Paracelse, court métrage français écrit et réalisé par Thierry Bourcy, d'après la nouvelle éponyme de Jorge Luis Borges
- 1999 : Autoportrait en appartement, court métrage français écrit et réalisé par Thierry Bourcy
- 2024: Enora long-métrage français écrit et réalisé par Thierry Bourcy

### À la télévision
- 1987-1991 : Marc et Sophie, série télévisée française
- 1988-1992 : Voisin, voisine, série télévisée française
- 1993 : Le Violeur impuni, téléfilm français réalisé par Janusz Zaorski
- 1994 : Cognacq-Jay, téléfilm français réalisé par Laurent Heynemann
- 1994 : Tchao poulet, épisode de la série télévisée française La Guerre des privés réalisé par Josée Dayan
- 1994 : L'Homme de mes rêves, téléfilm français réalisé par Georges Lautner
- 1996 : Vacances bourgeoises, téléfilm français réalisé par Jean-Claude Brialy
- 1997 : Un printemps de chien, téléfilm français réalisé par Alain Tasma
- 1997 : La Sauvageonne, téléfilm français réalisé par Stéphane Bertin
- 1998 : Une si jolie mariée, téléfilm français réalisé par Jacques Audoir
- 2000 : Deux frères, téléfilm français réalisé par Philippe Laïk
- 2001 : Le Choix de Thomas, épisode de la série télévisée française Louis Page réalisé par Jean-François Lorenzi et Jean-Louis Lorenzi
- 2003 : La Tranchée des espoirs, téléfilm français réalisé par Jean-Louis Lorenzi
- 2003 : Terre battue, épisode de la série télévisée française L'Instit réalisé par Pat Le Guen-Tenot
- 2004 : Moitié-moitié, téléfilm français réalisé par Laurent Firode
- 2006 : Poussière d'amour, téléfilm français réalisé par Philippe Venault
- 2006 : Tombé du ciel, mini-série française réalisé par Stéphane Kappes
- 2010 : Le Mystère de l'oiseau blanc, téléfilm français réalisé par Louis-Pascal Couvelaire et Ivan Rousseau
- 2012 : L'Espionne qui boite, documentaire français réalisé par Robert Kechichian

## Prix et récompenses
- Prix SACD 1984 pour la pièce Le Crime anglais
- Prix du film de l'espoir au FESPACO 1999 pour la série À nous la vie
- Prix du Public, Meilleur Espoir masculin et Meilleure Musique au Festival de Luchon 2003, Prix du Public et Prix du Scénario aux RITV de Reims 2004 pour La Tranchée des Espoirs
- Bourse Beaumarchais pour le court-métrage Intérieur Nuit 2004
- Prix du Grand Témoin Mutualiste Junior 2008 pour La Cote 512
- Prix du polar au Salon du Livre de Poche de St Maur 2010
- Masque de l'année 2015 pour La Mort de Clara